# 粉錦公路
粉錦公路（英語：Fan Kam Road，舊作粉錦路），是一條來往香港新界北區上水至香港新界元朗區八鄉的公路，全長7.8公里。此路東面終點位於上水寶石湖路及粉嶺公路交界，西面終點則於八鄉八鄉警署旁，與錦田公路交界。
此路乃是香港政府於1950年代初，與荃錦公路、林錦公路同時開闢以形成連接新界東至北各區的道路網。

## 歷史
繼林錦公路先於1953年4月提早通車以便利居民出入後，粉錦公路於同年7月通車連接上水及錦田八鄉，當時名為粉錦路。道路通車初期，沿線居民欲駕車通過公路，需要向政府申請通行證，每次手續費一元。因此，道路初期車流疏落，只有駐港英軍及警察的車輛經過。至1953年9月，粉錦公路沿線村落的居民向九龍巴士公司致函，要求九巴為他們提供巴士服務。1955年11月，當時的九巴18線（現九龍巴士77K線）改經粉錦路，至目前為止仍是途徑此路的唯一巴士路線。1979年8月24日，此路改名為粉錦公路。

## 沿線交匯道路

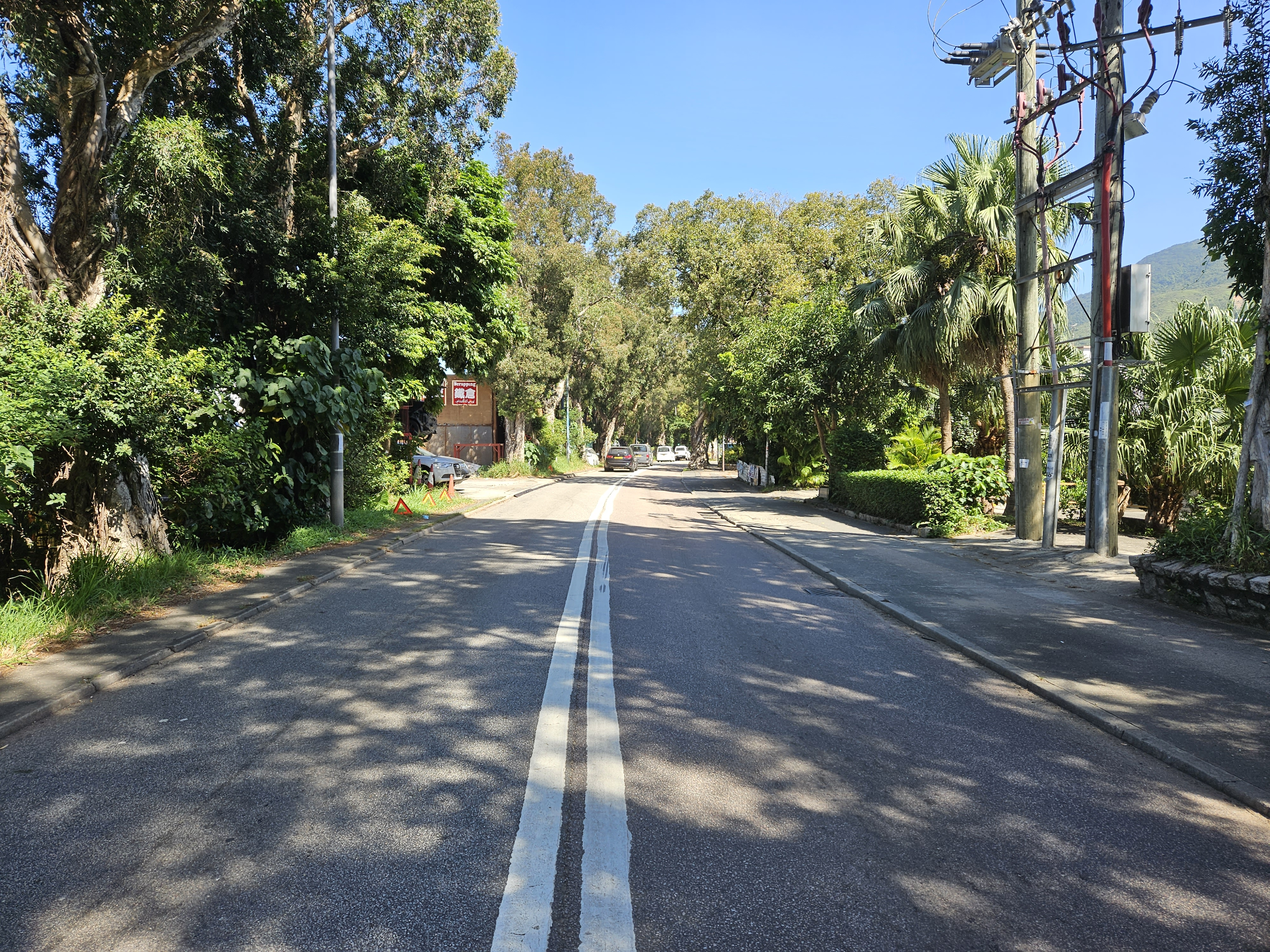
粉錦公路－橫台山段

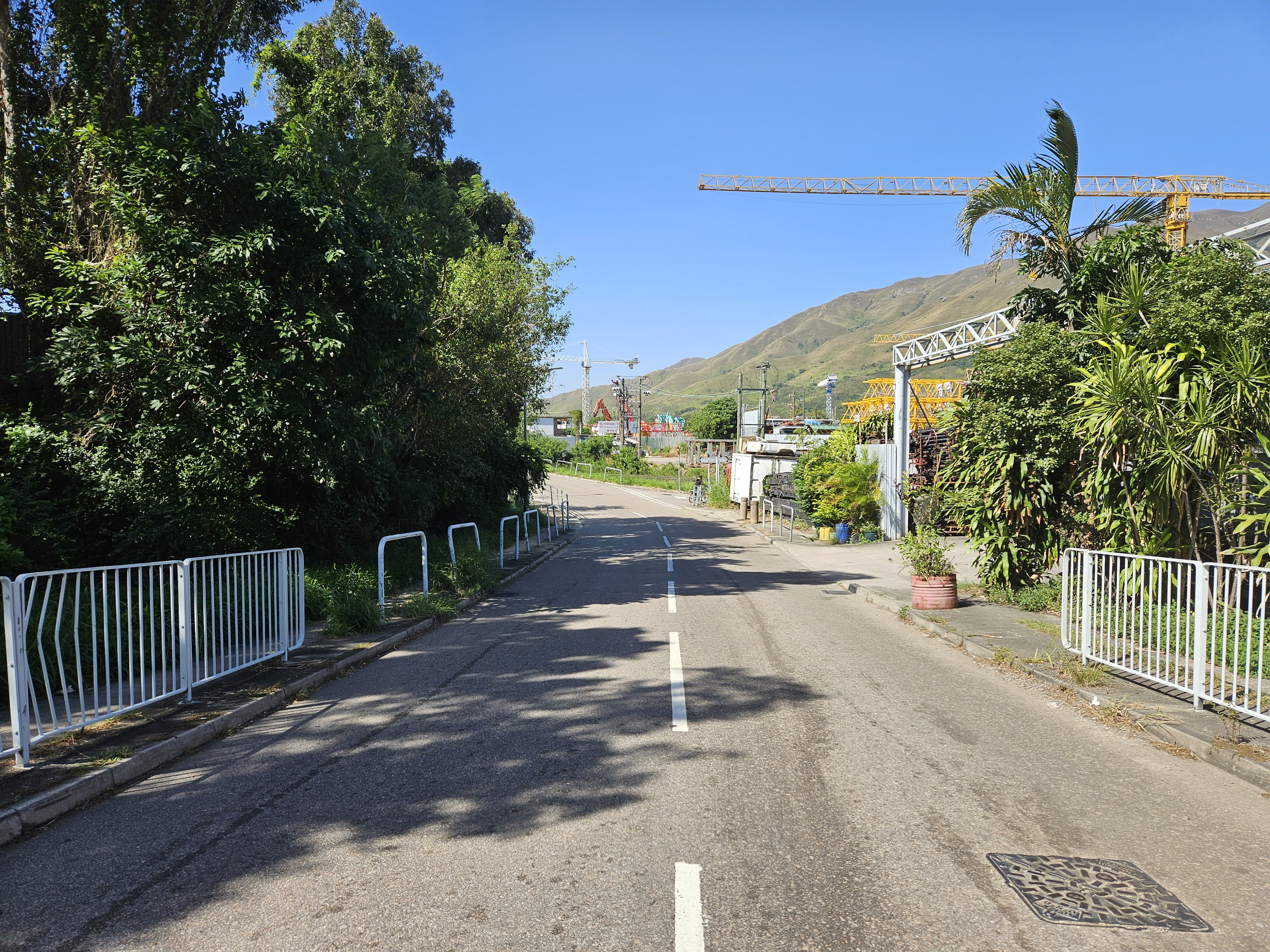
橫台山散村路

- 錦田公路
- 橫台山散村路
- 蕉徑路
- 保健路
- 青山公路－古洞段
- 粉嶺公路
- 寶石湖路